# Lepiota helveola

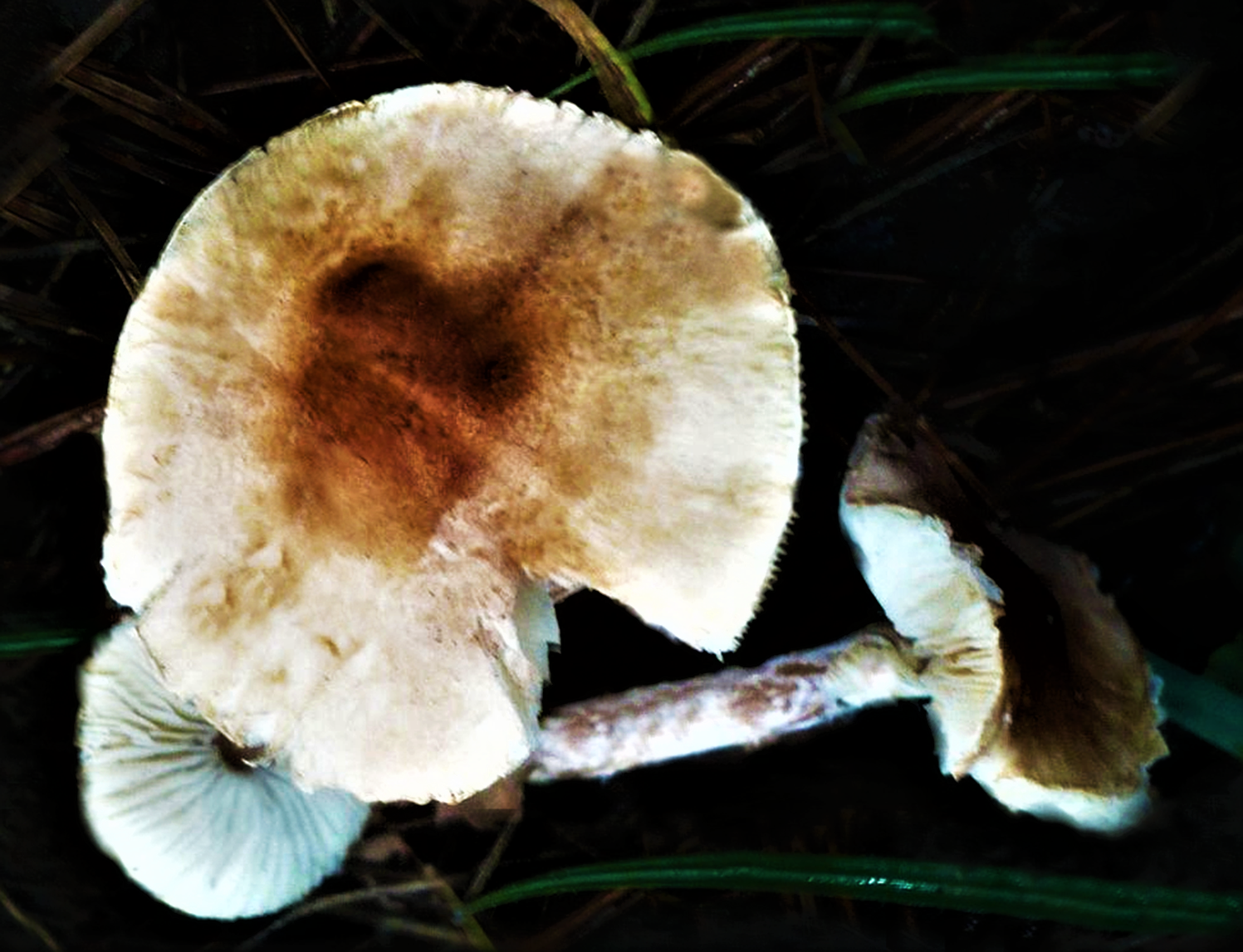

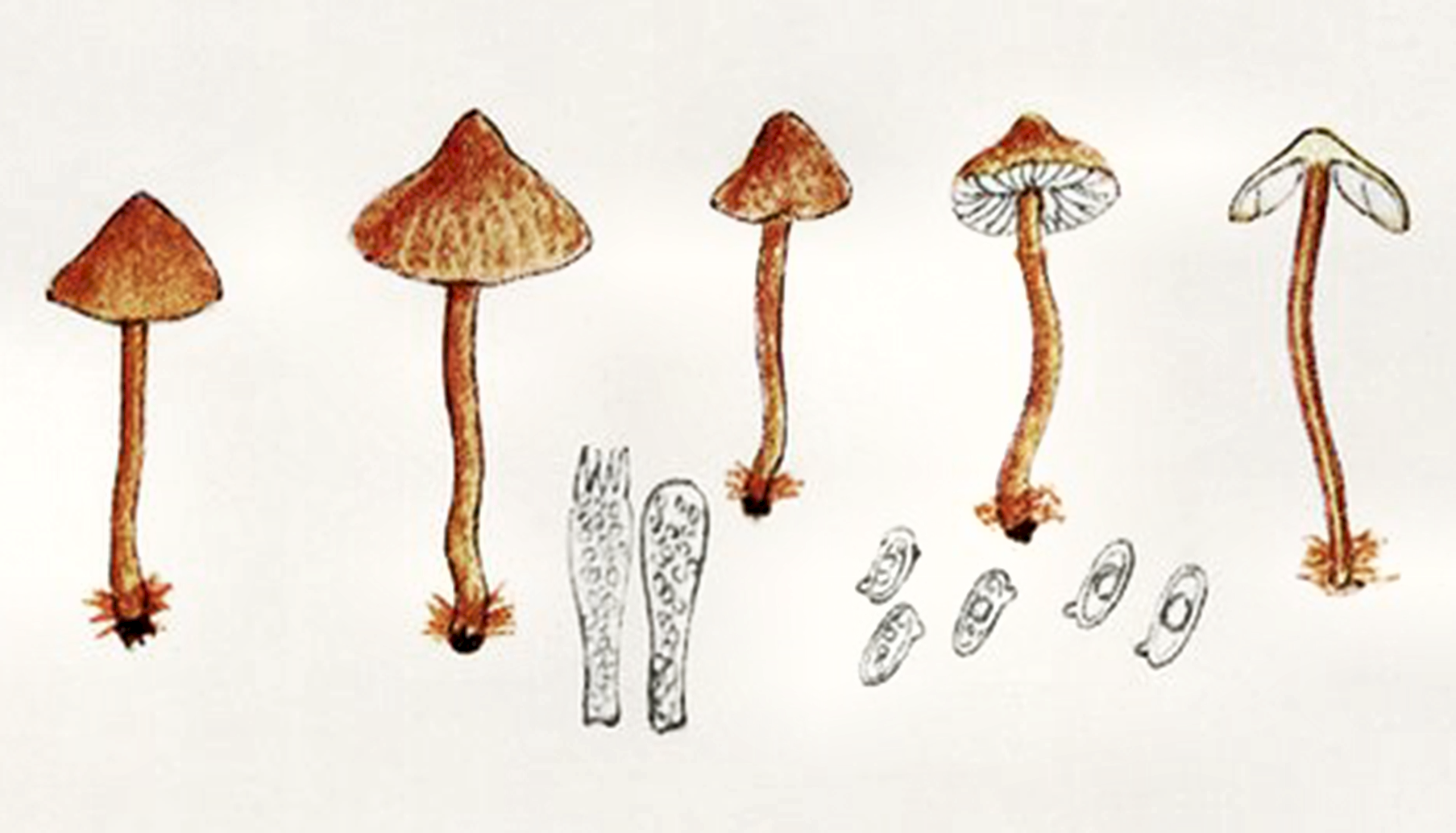

Lepiota helveola Bres. – gatunek grzybów z rodziny pieczarkowatych (Agaricaceae).

## Systematyka i nazewnictwo
Pozycja w klasyfikacji według Index Fungorum: Lepiota, Agaricaceae, Agaricales, Agaricomycetidae, Agaricomycetes, Agaricomycotina, Basidiomycota, Fungi.
Po raz pierwszy opisał go Giacomo Bresàdola w 1882 r. i nadana przez niego nazwa naukowa jest aktualna. Synonimy:
- Lepiota helveola var. barlae Bres. 1892
- Lepiota helveola var. major Candusso 1990
- Mastocephalus helveolus (Bres.) Kuntze 1891
- Mastocephalus helveotus (Bres.) Kuntze 1891[2].

## Morfologia
Kapelusz
Średnica do 3,5 cm, początkowo półkulisty, potem płaski z garbkiem, zwykle nieregularny. Powierzchnia biała z miedzianym lub czerwonawym odcieniem, pokryta łuseczkami, bardziej gęstymi na środku kapelusza.
Blaszki
Wolne, dość gęste, białe.
Trzon
Wysokość do 6 cm, z bulwą u podstawy, wewnątrz pusty. Powierzchnia włókienkowata, białobrązowa, pokryta białymi łuseczkami i nietrwałym, włóknistym, wąskim i słabo rozwiniętym pierścieniem.
Miąższ
Biały, po uszkodzeniu zmieniający barwę na czerwonawą, pod garbkiem kapelusza i na obwodzie trzonu czerwonawy. Zapach słaby, czasem niewyraźny, smak początkowo grzybowy, potem metaliczny.
Cechy mikroskopowe
Podstawki maczugowate, szkliste, z 4 sterygmami, 22–27,7 × 6,6–8 µm. Zarodniki w widoku z przodu elipsoidalne, z boku nerkowate, gładkie, o pogrubionej ścianie, bez porów rostkowych, szkliste, w odczynniku Melzera dekstrynoidalne, o barwie od blado do ciemnoczerwono-brązowej, 5,8–8(10) × 3–4,6(5) µm. Cheilocystydy maczugowate, cienkościenne, szkliste, 18,3–27,7 × 7,3–13,1 µm. Pleurocystyd brak. Pilocystydy lokalnie na kapeluszu, wyprostowane, cylindryczno-maczugowate, o pogrubionych ścianach, szkliste do żółtawobrązowych, długie, 45–350 × 3,5–7,1 µm. Skórka kapelusza typu cutis, zbudowana z luźno splątanych, promieniście ułożonych strzępek. Sprzążki obecne.
Gatunki podobne
Należy do sekcji drobnych czubajeczek Brunoincarnata. Podobna jest czubajeczka różowawa (Lepiota subincarnata), ale ma większe zarodniki i kapelusz o innej barwie, chociaż czasami może być różowawy.

## Występowanie i siedlisko
Lepiota helveola występuje w Ameryce Północnej, Środkowej i Południowej, Europie, Azji i Afryce. Jest rzadka. Brak jej w opracowaniu W. Wojewody z 2003 roku. Jej występowanie w Polsce podali Gierczyk i Ślusarczyk w 2020 r.
Naziemny grzyb saprotroficzny. Występuje na terenach trawiastych (pastwiska, skoszone łąki), na polach i w ogrodach.
Zawiera amanitotoksyny i jest silnie trujący.